# 泽尔卡尔纳亚河
泽尔卡尔纳亚河（俄语：Река Зеркальная），前称大柞树河（俄语：Река Тадуши），满语名称拉傅拉河（满语：Lafula Bira），是滨海边疆区卡瓦列罗沃区的河流，源起锡霍特山脉，向东南流，长82公里，流域面积1870平方公里，注入泽尔卡尔纳亚湾，落差420米，河宽70米，深0.4至2.5米。河道蜿蜒，下游河谷宽阔，多牛轭形湖，岸边有淡水湖泽尔卡尔诺耶湖。夏季多发洪水。1972年改为现名。櫻鱒、粉紅鮭和大马哈鱼在夏秋季洄游到镜河产卵。在镜湖和镜湾附近建有旅游综合体，夏季许多附近的人前来度假。沿河的定居点有矿石村、卡瓦列罗沃村、戈尔诺列琴斯基村、锡涅戈列村、乌斯季诺夫卡村、苏沃罗沃村、博格波尔村和泽尔卡尔诺耶村。支流有卡瓦列罗夫卡河、维索科格尔河、乌斯季诺夫卡河和萨多瓦亚河。在卡瓦列罗夫卡河口有德蘇·烏札拉岩，是为了纪念弗拉基米尔·克拉夫季耶维奇·阿尔谢尼耶夫和德蘇·烏札拉在这里会面而名的。